# Piotr Rivera Rivera
Piotr Rivera Rivera, Pedro Rivera Rivera (ur. 3 września 1912, zm. w 1936) – hiszpański błogosławiony Kościoła katolickiego.

## Życiorys
Pochodził z religijnej rodziny. Wstąpił do zakonu Braci Mniejszych Konwentualnych. Wysłano go do Włoch na studia teologiczne w Osimo, a w 1933 roku złożył śluby zakonne. W 1935 roku uzyskał licencjat z teologii i przyjął święcenia kapłańskie. Po powrocie do domu został mianowany przełożonym wspólnoty Granollers. Po wybuchu wojny domowej w Hiszpanii wydalono go z klasztoru i schronił się u przyjaciół rodziny. Został aresztowany 25 lipca 1936 roku jednak dwa dni później go zwolniono i udał się do Barcelony. Ponownie aresztowano go 22 sierpnia. Prawdopodobnie na przełomie sierpnia i września 1936 roku został zastrzelony.
Beatyfikował go w grupie Józef Aparicio Sanz i 232 towarzyszy Jan Paweł II w dniu 11 marca 2001 roku.